# 존스-힐 하우스
존스-힐 하우스(영어: Jones-Hill House)은 미국 메릴랜드주 칼리지파크에 위치한 실내 경기장이다. 과거 NBA 캐피털 불리츠의 홈경기장으로 사용했다.